# Heartbreak on Hold
Heartbreak on Hold é o segundo álbum de estúdio gravado pela cantora e compositora britânica Alexandra Burke. Lançado no Reino Unido a 4 de Junho de 2012 e distribuído pela editora discográfica RCA Records, é um acompanhamento a Overcome (2009), seu álbum de estreia. O disco marca um enorme afastamento em género musical de Burke, uma vez que abrange o eurodance e a música house. Em relação a Overcome, Heartbreak on Hold foi um fracasso a nível comercial, tendo estreado no número dezoito da UK Albums Chart no Reino Unido e no número vinte nos Países Baixos. A nível crítico, recebeu na sua maioria análises mistas pelos resenhistas de música contemporânea.

## Alinhamento de faixas
Versão padrão
1. "Heartbreak on Hold"
2. "Elephant" (com participação de Erick Morillo)
3. "Let It Go"
4. "This Love Will Survive"
5. "Fire"
6. "Between the Sheets"
7. "Daylight Robbery"
8. "Tonight"
9. "Love You That Much"
10. "Oh La La"
11. "Sitting on Top of the World"
12. "What Money Can't Buy"

Edição Deluxe
1. "Devil In Me"
2. "Beating Still"
3. "Heartbreak on Hold" (versão acústica)
4. "Let It Go" (versão acústica)

## Desempenho nas tabelas musicais
| País — Tabela musical (2012)                                        | Posição de pico |
| ------------------------------------------------------------------- | --------------- |
| Escócia — Scottish Albums Chart (The Official Charts Company)       | 20              |
| Irlanda — Irish Albums Chart (Irish Recorded Music Association)     | 27              |
| Reino Unido — UK Albums Chart (The Official Charts Company)         | 18              |
| Reino Unido — UK Digital Albums Chart (The Official Charts Company) | 25              |

## Histórico de lançamento
| Região      | Data                | Formato              | Editora discográfica                              |
| ----------- | ------------------- | -------------------- | ------------------------------------------------- |
| Irlanda     | 1 de junho de 2012  | CD, download digital | RCA Records, Syco Music, Sony Music Entertainment |
| Reino Unido | 4 de junho de 2012  | CD, download digital | RCA Records, Syco Music, Sony Music Entertainment |
| Austrália   | 3 de agosto de 2012 | CD, download digital | RCA Records, Syco Music, Sony Music Entertainment |